# Famille von Kalnein
La famille von Kalnein est une famille noble prussienne.

## Histoire

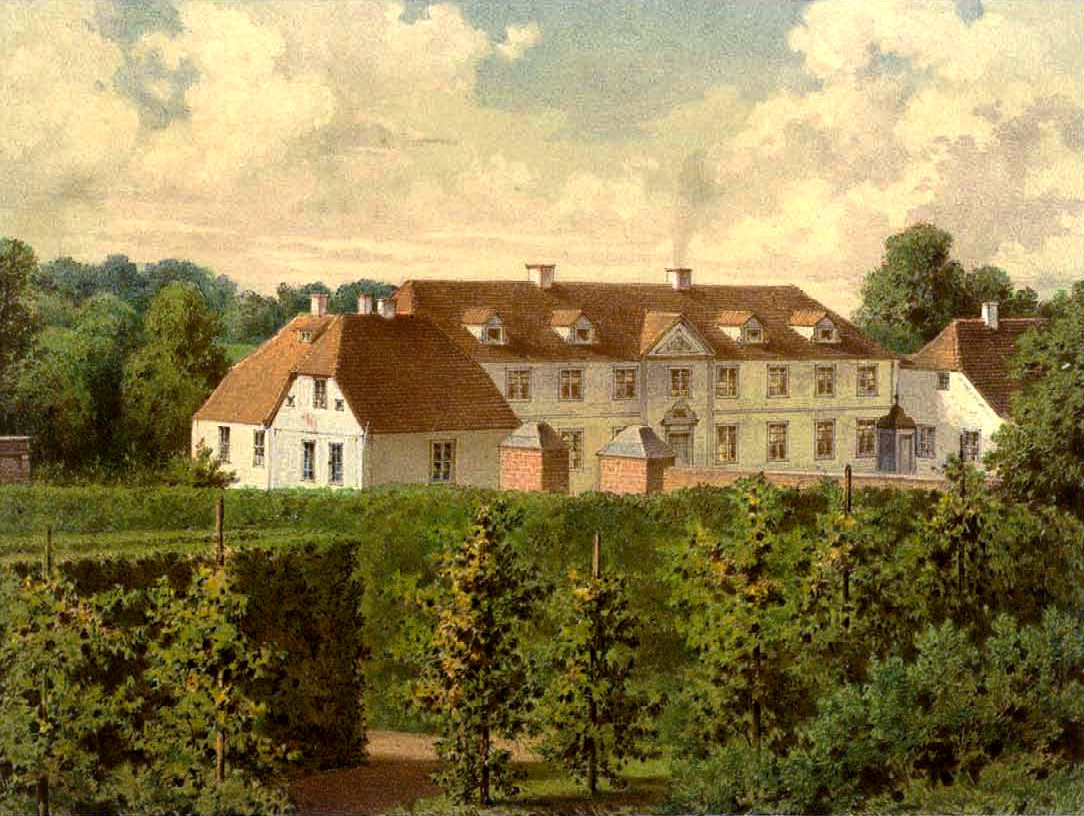
vers 1860, collection Alexander Duncker

La famille est l'une des plus anciennes familles nobles prussiennes et prospère déjà au XIIIe siècle, avant la colonisation par l'Ordre Teutonique. Très peu de familles nobles prussiennes sont d'origine prussienne. Les plus puissants, tels que les Auerswald, Dönhoff, Dohna, Eulenburg, Kanitz, Kreytzen, Lehndorff, Tettau, Wallenrodt et d'autres, sont originaires de Saxe, de Franconie et de Silésie. Mais les Kalnein, comme les Braxein, les Perband (de) et les Saucken, sont des familles indigènes.
La famille possède de nombreuses biens, notamment en Prusse-Orientale.
Le nom original est « Katzenblauer », ce qui explique également les armoiries originales. Frédéric apparaît comme juge de district en Prusse en 1440. Albrecht von Kalnein (de) (1611-1683) devient burgrave principal du duché de Prusse en 1655, après avoir déjà été conseiller principal et chancelier principal en 1653.
Stanislas von Kalnein (1737-1818), propriétaire d'un manoir à Aweyden, Porschkam (de) etc. en Prusse-Orientale, est élevé au rang de comte prussien à l'occasion de l'hommage héréditaire à Königsberg le 19 septembre 1786.

## Blason
- Armoiries comtales : Palmier poussant sur un sol vert et tenu par deux léopards. Le casque avec une couronne comtale[7],[8].

## Personnalités
- Albrecht von Kalnein (de) (1611-1683), homme d'État prussien.
- Henrik Ernst von Kalnein (1657-1726), maire du diocèse de Ribe (1711-1726).
- Karl Erhard von Kalnein (de) (1687-1757), lieutenant général prussien.
- Karl von Kalnein (1839-1915), propriétaire d'un manoir en Sambie et Natangie, maréchal en chef, député de la chambre des seigneurs de Prusse.
- Eckart von Kalnein (1892-1945), pilote automobile allemand.
- Wend von Kalnein (1914-2007), historienne de l'art et écrivain allemand.
- Heinrich von Kalnein (de) (né en 1960), musicien de jazz, compositeur et professeur d'université allemand vivant en Autriche.